# Sznur (film)
Sznur (ang. Rope) – amerykański film kryminalny z 1948 roku, w reżyserii Alfreda Hitchcocka, bazujący na sztuce Patricka Hamiltona. Film znany jest też pod alternatywnym tytułem Lina.
Był to pierwszy film Hitchcocka w technicolorze. Scenariusz bazuje na brytyjskiej sztuce Patricka Hamiltona, opartej na historii morderstwa dokonanego przez Leopolda i Loeba w Chicago w 1924 roku. Sznur przeszedł do historii za sprawą eksperymentalnej techniki filmowania bez przerw w ujęciach.

## Treść
Dwaj współlokatorzy, Brandon i Phillip, przy użyciu sznura, zabijają swojego szkolnego kolegę, Davida. Następnie wydają przyjęcie, na które zapraszają również dziewczynę i rodziców zamordowanego Davida. Jednym z zaproszonych gości jest ich dawny nauczyciel, Rupert Cadell, którego poglądy o filozofii Friedricha Nietzschego doprowadziły ich do morderstwa. Chcieli w ten sposób udowodnić przynależność do kasty nadludzi i pogardy dla przyjętych norm. Po rozmowie z Brandonem, przerażony dyrektor Cadell zaczyna domyślać się prawdy.

## Główne role
- James Stewart - Rupert Cadell
- John Dall - Brandon Shaw
- Farley Granger - Phillip Morgan
- Cedric Hardwicke - Kentley
- Constance Collier - Atwater
- Douglas Dick - Kenneth Lawrence
- Edith Evanson - pani Wilson
- Dick Hogan - David Kentley
- Joan Chandler - Janet Walker
- Alfred Hitchcock - mężczyzna spacerujący ulicą przed otwarciem banku